# 1557
1557 (MDLVII) je bilo navadno leto, ki se je po julijanskem koledarju začelo na petek.

## Dogodki
- 5. september in 14. september - sklenjen  Pozvolski sporazum

## Smrti
- 21. april - Peter Apian, nemški astronom, kartograf, matematik, izdelovalec inštrumentov (* 1495)
- 19. november - Bona Sforza d'Aragona, kraljica Poljske in velika kneginja Litve (* 1494)
- 13. december - Niccolo Fontana Tartaglia, italijanski matematik, fizik, inženir, geometer (* 1499/1500)
- 24. december - Pătrașcu Dobri, vlaški knez (* ni znano)

Neznan datum
- Sujumbike, kazanska regentinja in tatarstanska narodna junakinja (* okoli  1516)